# Gertrud Kornfeld
Pour les articles homonymes, voir Kornfeld.
Gertrud Kornfeld née le 25 juillet 1891 à Prague et morte le 4 juillet 1955 à Rochester dans l'État de New York, est une chimiste américaine d'origine allemande. Après une carrière universitaire en Allemagne, elle s'exile lors de la prise des pouvoirs des nazis et s'installe aux États-Unis, où elle est employée de la firme Kodack.

## Biographie
Gertrud Kornfeld est issue d'une famille juive germanophone de Prague, ville qui faisait alors partie de l'empire austro-hongrois. Elle étudie la chimie de 1910 à 1915, à l'université Charles de Prague. Elle soutient en 1915 sa thèse de doctorat intitulée Über Hydrate in Lösungen ([Sur les hydrates dans les solutions]),, sous la direction de Victor Rothmund et travaille à l'université, comme démonstratrice, puis de 1914 à 1918 comme assistante,.
Kornfeld quitte Prague en 1919, lorsque la ville devient tchécoslovaque, et s'installe à Hanovre, en Allemagne. Elle obtient un emploi d'assistante de Max Bodenstein à la Königliche Technische Hochschule,.
Bodenstein est nommé à la Friedrich-Wilhelms-Universität et Gertrud Kornfeld le rejoint en 1923, où elle obtient un poste à l'Institut de chimie physique. En 1928, Gertrud Kornfeld obtient son habilitation universitaire de chimie à Berlin et elle est nommée privatdozent en chimie.
Le 7 avril 1933, la loi pour la restauration de la fonction publique professionnelle en Allemagne a été adoptée, interdisant aux Juifs d'occuper des postes publics, y compris des postes d'enseignement,,. Kornfeld est interdite d'emploi à l'université.
Kornfeld s'exile en Angleterre en 1933. Elle reçoit notamment une aide de la Society for the Protection of Science and Learning (SPSL) de l'université de Birmingham,. Le SPSL, initialement connu sous le nom d'Academic Assistance Council, s'est formé à Londres en 1933. Le nom de Kornfeld figure sur la liste des universitaires allemands déplacés compilée par la SPSL et publiée en 1936,.
Elle reçoit également le soutien de la British Federation of University Women pour enseigner à l'université de Nottingham, puis, en 1934, elle bénéficie d'une bourse résidentielle d'urgence allemande pour un an, à partir d'un fonds collecté par le BFUW spécifiquement pour les exilés allemands qui lui permet de continuer des activités de recherche à l'Imperial College de Londres. En 1936, elle reçoit une bourse internationale de l'American Association of University Women qui lui permet d'étudier à Vienne,,.
Malgré les recommandations de Max Bodenstein et du physicien Friedrich Paschen, Kornfeld a des difficultés à trouver un nouveau poste.
En 1937, Esther Brunauer de l'AAUW se porte garante de Kornfeld, lui permettant de voyager avec un visa de visiteur aux États-Unis. Là, elle trouve un poste dans le laboratoire de recherche de l'Eastman Kodak Company à Rochester, New York. Sa connaissance spécialisée de photochimie est reconnue, et elle dirige un petit groupe de recherche. Elle a ainsi pu poursuivre sa carrière. En 1948, Kornfeld est élue membre de l'Académie des sciences de New York, pour son travail chez Kodak.